# Libro degli Wei
Il Libro degli Wei (魏書T, 魏书S, Wèi ShūP, Wei ShuW), noto anche con il suo nome cinese di Wei Shu, è un testo classico della storiografia cinese, compilato da Wei Shou dal 551 al 554, ed è un'opera importante che descrive la storia delle dinastie degli Wei del Nord e degli Wei dell'Est dal 386 al 550.

## Origine e accoglienza
La dinastia Wei del Nord fu fondata nel 386 dal clan Tuoba. La più grande conquista della dinastia Wei del Nord fu l'unificazione della Cina settentrionale nel 439. Una lotta interna ebbe come risultato una scissione che introdusse gli Wei Orientali e gli Wei Occidentali. La Dinastia Wei Orientale ebbe vita breve. Fondata nel 534, furono combattute varie campagne militari per tentare di riunire est ed ovest, ma fallirono tutte. Nel 550, l'area fu conquistata da Gao Yang che fondò la propria dinastia chiamandola Qi del Nord. È la storia di queste due dinastie che Wei Shou tentò di documentare.
Nel compilare l'opera, Wei Shou fu criticato per aver mostrato un atteggiamento parziale verso gli antenati degli alleati politici e aver intenzionalmente diffamato o totalmente ignorato gli antenati dei nemici politici. I detrattori dell'opera di riferiscono al libro come Hui Shu (穢書), pronunciato quasi come Wei Shu, ma che significa "Libro delle Porcherie". Da un punto di vista storico moderno, il libro aveva problemi madornali, poiché portava la glorificazione dei Wei del Nord all'estremo, falsando intenzionalmente la storia del suo stato predecessore Dai, che era un vassallo dei Jin Occidentali, degli Zhao Posteriori, degli Yan Anteriori e dei Qin Anteriori, ma che il libro caratterizzava come un potente impero di cui quegli stati erano vassalli. Esso caratterizzava ulteriormente tutti gli altri stati rivali come barbari e faceva accuse prive di fondamento contro i loro sovrani. Inoltre, utilizzava retroattivamente i cognomi sinicizzati introdotti dall'imperatore Xiaowen del Wei del Nord nel 496 per applicarli a eventi di molto tempo prima, rendendo difficile per i lettori sapere quali fossero i nomi effettivi dei personaggi storici. In aggiunta, Wei Shou fu criticato in quanto, come funzionario degli Wei dell'Est e del suo stato successore Qi del Nord, incluse l'unico imperatore dei Wei, Xiaojing, tra le sue liste imperiali mentre ometteva intenzionalmente i tre imperatori provenienti dallo stato rivale dei Wei dell'Ovest dopo la divisione degli Wei del Nord nel 534. Tuttavia, gli fu riconosciuto il merito di aver armonizzato resoconti estremamente confusi e frammentati di eventi storici dallo stato di Dai al periodo iniziale dei Wei del Nord e aver creato resoconti coerenti degli eventi.

## Contenuto
Il contenuto del Libro degli Wei segue il formato delle precedenti storie ordinarie. I primi 12 volumi sono annali (紀) che descrivono le vite e gli eventi degli imperatori. I successivi 92 volumi sono biografie, che cominciano con il Volume 13, "Biografie delle Imperatrici" (皇后列傳), e finiscono con il Volume 104, "Prefazione dell'Autore" (自序). Nella sua prefazione Wei Shou armonizza l'eredità culturale xianbei con quella han, sostenendo che l'ascesa della dinastia Wei settentrionale aveva il Mandato del Cielo e che il popolo xianbei era disceso dall'Imperatore Giallo. Le descrizioni di figure degli storici regni coreani di Goguryeo, Baekje e dei Kitai, nonché di molte altre storiche nazionalità sono incluse nei volumi da 95 a 103.
Wei Shou include anche descrizioni positive del dialogo tra confucianesimo, buddhismo e taoismo. Ad esempio, nel volume 69 dove il funzionario di corte Pei Yanjun (裴延隽; m. 528) descrive la conoscenza sia del buddhismo che del confucianesimo come benefica per l'amministrazione sociale. Anche il complesso del Volume 114, "Trattato sul buddhismo e il taoismo" (釋老志), del Libro degli Wei è collegato a questo argomento. I volumi da 105 a 114 sono trattati (志).
Il libro conteneva originariamente 114 volumi, ma verso la dinastia Song alcuni volumi erano già mancanti. I curatori posteriori ricostruirono quei volumi prendendo materiale dalla Storia delle dinastie settentrionali risalente al VII secolo.

## Traduzioni
Delle fonti citate in bibliografia, Dien traduce parti del volume 59, che descrive la disputa tra Wei del Nord e i Liu Song a Pengcheng. Lee invece traduce parte del volume 111, che descrive il caso di Liu Hui (劉輝), che commise adulterio mentre era sposato alla principessa Lanling (蘭陵公主).